# Puls 4
Puls 4 (voorheen bekend als Puls City TV) is de commerciële televisiezender van de Oostenrijkse hoofdstad Wenen. Tot medio 2007 was de zender alleen te ontvangen via de ether (eerst analoog, maar sinds 26 oktober 2006 digitaal) in Wenen en in delen van Neder-Oostenrijk en Burgenland en via de kabel.
Medio 2007 is de zender gaan uitzenden via een satelliet van Astra. Puls 4 zendt zijn programma´s sinds 15 mei 2008 versleuteld uit, alleen met een ORF kaart of een sky-austria card is het aanbod van Puls 4 te bekijken. Voor 15 mei 2008 was Puls 4 in geheel Europa te ontvangen. Door de versleuteling in te voeren is het voor Puls 4 mogelijk om goedkoper aan licenties en uitzendrechten voor bijvoorbeeld blockbusters en/of andere Amerikaanse series te komen
De uitstraling via de ether verschilt van die via de satelliet. De etheruitstraling vereist dat tussen 19.00 en 19.30 het regionale programma van de ORF Wenen moet worden overgenomen. Dit is niet te zien via de satelliet.
Met de naamsverandering en de vergroting van het ontvangstgebied is ook de programmering omgegooid. Werden er tot dan toe alleen nieuws en talkshows met betrekking tot Wenen uitgezonden, nu is de programmering verbreed met films en Oostenrijks nieuws in de avonduren.
Puls 4 is onderdeel van de ProsiebenSat1 media groep waarvan de telegraaf media groep van 2008 tot 2013 een belang van resp. 12 % en op het einde 6% van de aandelen in handen had.